# Riom-ès-Montagnes
Riom-ès-Montagnes é uma comuna francesa na região administrativa de Auvérnia-Ródano-Alpes, no departamento de Cantal. Estende-se por uma área de 46,74 km². Em 2010 a comuna tinha 2 553 habitantes (densidade: 54,6 hab./km²).